# Chad le Clos
Chad Le Clos (Durban, 1992. április 12. –) olimpiai és világbajnok dél-afrikai úszó.

## Sportpályafutása
A 2010-es nemzetközösségi játékokon Delhiben, két arany- (200 m pillangó, 400 m vegyes), egy ezüst- és két bronzérmet nyert. Ugyanebben az évben a rövid pályás úszó-világbajnokságon 200 m pillangón győzött. A szingapúri 2010. évi nyári ifjúsági olimpiai játékokon újabb győzelmet ért el.
A 2012-es olimpián 200 m pillangón arany-, 100 méter pillangón ezüstérmet ért el.
A 2017-es úszó-világbajnokságon Budapesten a 200 méteres pillangóúszásban aranyérmet szerzett.

## Díjai, elismerései
- Az év úszója (FINA) (2014)[2]